# Corrente tellurica

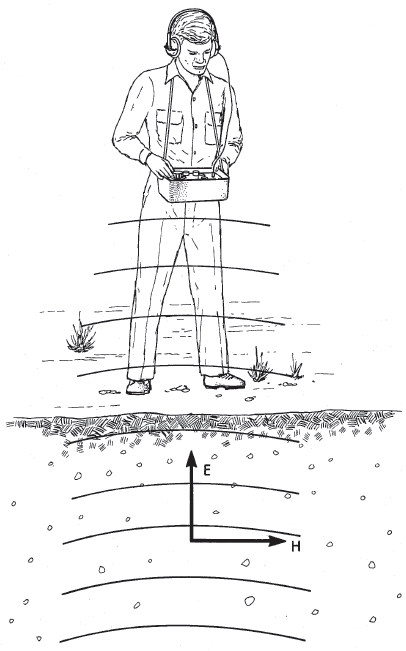
Corrente tellurica

Una corrente tellurica (dal latino: tellūs, "terra") o corrente terrestre, è una corrente elettrica che si muove al di sotto della superficie terrestre o attraverso i mari. Le correnti telluriche possono essere originate sia da cause naturali che dall'attività umana e possono interagire tra loro in modi estremamente complessi.
Le correnti telluriche hanno frequenze estremamente basse, rientrano cioè nel campo delle extremely low frequency e possono propagarsi su vaste aree della superficie terrestre o appena al di sotto di essa.

## Descrizione
Le correnti telluriche sono fenomeni elettrici osservabili sulla crosta o sul mantello terrestre. Nel settembre 1862, venne condotto nelle Alpi Bavaresi un esperimento volto specificatamente a misurare le correnti terrestri.
Includendo i processi minori, ci sono almeno 32 differenti meccanismi che possono causare le correnti telluriche. Le più forti sono le correnti geomagneticamente indotte, che sono indotte da cambiamenti nella parte esterna del campo geomagnetico, generalmente causate dall'interazione tra il vento solare e la magnetosfera o dagli effetti della radiazione solare sulla ionosfera. 
Le correnti telluriche fluiscono sugli strati superficiali della Terra. Il potenziale elettrico sulla superficie terrestre può essere misurato in vari punti, permettendo così di calcolare la magnitudine e la direzione delle correnti e di conseguenza la resistenza elettrica terrestre. È noto che queste correnti seguono in generale il corso del sole e che il loro flusso è in direzione del sole. Le correnti telluriche si muovono in continuo tra le zone in luce e le zone in ombra della Terra, in direzione dell'equatore sulla parte della Terra illuminata dal sole (cioè nel corso del giorno) e verso i poli sulla parte in notturna.